# Kultur i Wien
Kultur i Wien omhandler den megen kultur, som Wien rummer, idet den er betragtet blandt andet som verdenshovedstaden for musik, deriblandt også opera og teater. Arkitektur og museer er blandt noget, der fylder meget i det daglige billede i Wien.

## Musik
Wien er verdenshovedstad for musik. I tidens løb har Wien huset store komponister som Joseph Haydn, Wolfgang Amadeus Mozart, Ludwig van Beethoven, Franz Schubert, Franz Liszt, Johann Strauss den ældre, Johann Strauss den yngre, Anton Bruckner, Gustav Mahler, Arnold Schönberg, Anton Webern og Alban Berg.
Folkemusik specielt fra Wien indebærer Wienerlied og Schrammelmusik. Disse to indblandes i meget andet musik.
I dag sørger blandt andre musikere og musikproducenter fra den elektroniske musikbranche for international anerkendelse, og Wien optræder i den forbindelse som hovedstad for Down Beat. Eksempler på dette er Kruder & Dorfmeister eller Makossa. Unge musiklabels som Cheap Records eller Couch Records kommer jævnligt med ny musik, som skaber anerkendelse i udlandet, som for eksempel den unge Edita Malovcic.

## Teater og opera
Kunst og kultur har i Wien med teater, opera og også billedkunst en lang tradition.
Wien Burgtheater er sammen med datterteatret, Wien Akademietheater, en af verdens vigtigste teatre. Dog er også Wien Volkstheater og Theater in der Josefstadt betydelige. Derudover er der et stort antal mindre teatre, der ikke står kvalitetsmæssigt tilbage for de store, men derimod ofte opfører moderne, eksperimentelle stykker eller kabaret. Siden år 2000 bliver den vigtigste teaterpris i de tysktalende lande, Nestroy-Theaterpreis, uddelt.

Wien Statsopera og Wien Folkeopera byder på noget for enhver smag, hvorom de dog føler sig stærkt forpligtet til at opføre de for Wien typisken operetter.

Koncerter med klassisk musik finder blandt andet sted i Wiener Musikverein (med den berømte gyldne sal) og i Wien Koncerthus.
Theater an der Wien har i de sidste år brilleret med musicaluropførelser. Den meget succesrige musical Elizabeth blev med mellemrum efter uropførelsen i Wien opført på en række andre sprog rundt om i verden. Huset, hvori Beethovens opera Fidelio blev uropført, fungerer siden 2006 udelukkende som operahus.

Med Musikkens hus har Wien siden 2000 også et klangmuseum for børn og voksne. 

På Schönbrunn slot opføres spil med marionetdukker i opera og teaterstykker.

## Billedkunst
Af billedkunstnere fra Wien kan nævnes Gustav Klimt, Egon Schiele og Oskar Kokoschka.

## Filosofi
Ludwig von Mises, Karl Popper og Ludwig Wittgenstein tæller blandt andre som nogle af de vigtigste filosoffer fra Wien.

## Videnskab
Ydelser i medicinbranchen og diverse former for psykoterapi (fx Sigmund Freud, Alfred Adler og Viktor Frankl) er internationalt anerkendte.
Inden for forskning er Wien stedet for flere farmaceutiske koncerner. Her ligger blandt andet et stort laboratorium tilhørende Baxter International.
Videnskabsmænd fra Wien inkluderer Ludwig Boltzmann, Ernst Mach, Christian Doppler og Robert Adler.

## Museer
I Hofburg er det muligt at se Habsburgernes skattekammer med to kejserkroner (Tysk-romerske riges og Østrigs), Sisi-Museet (om kejserinde Elisabeth), Kejserlejligheder og Hofsilber- und Tafelkammer
Det Østrigske Galleri Belvedere præsentere i barokslottet Belvedere kunst fra Østrig fra middelalderen over barokken til begyndelsen af det 20. århundrede, derunder væsentlige kunststykker af Gustav Klimt (Der Kuss (Kysset)). I 2006/2007 blev en ny udstilling åbnet i nedre Belvedere. paladset Liechtenstein viser mest kunst fra barokken så som dele af fyrstehuset Lichtensteins samling, en af de største private kunstsamlinger set på verdensplan. 

## Arkitektur
Wien huser bygninger fra alle arkitekturens stilperioder. Vidtspændende fra den romantiske Ruprechtskirche over den gotiske Stephansdom, den Barokke Karlskirke, den højbarokke Jesuitkirke og byggerierne fra klassikken til moderne tids bygninger. Fremhæves kann imidlertid især arkitekturen fra højkonjunkturtiden i 1871-73, som lod den daværende kejserby Wien springe helstøbt frem. Det er akkurat arkitektur fra denne periode man kan se i oprindelige byer fra Donaumonarkiet, som Budapest, Prag og Lemberg, der repræsenterer sammenhørigheden mellem arkitektur i det gamle rige Østrig-Ungarn. Jugendstilen har ligeledes efterladt sig spor i Wien: Secessionsbygningen, Stadtbahnstation Karlsplatz og Kirche am Steinhof af Otto Wagner medregnes til de verdenskendte byggerier fra denne epole. I 1910 opstod det første kontorhøjhus i Østrig med Kai-Palast bygget i jernbeton.
Wien har en lang og stor tradition som skueplads og udstillingsby for international arkitektur. Følgende personer stammer derfra mht. uddannelse inden for arkitektur: Adolf Loos, Josef Hoffmann og Otto Wagner.
En af de mest elskede turistattraktioner er det såkaldte Hundertwasserhaus af Friedensreich Hundertwasser, der er tænkt som en modsætning til den fantasiløse moderne arkitektur og er farverigt med træer på taget. Ligeledes er Müllverbrennungsanlage Spittelau udformet af Hundertwasser. En eksempel mere på ubeboelig arkitektur er billedhuggeren Fritz Wotrubas Wotrubakirche. Opsigtsvækkende i bybilledet er også Wiener Flaktürme og Wiener Hochquellenwasserleitung.
En række bydele er siden 1990'erne på ny blevet åbne for bebyggelse. Omfangsrige byggeprojekter blev opført rundt om Donau City (nord for Donau) og på Wienerberg (syd for Wien). Den 202 m høje Millennium Tower på handelskajen er siden 1999 den højeste bygning i Wien og signalerer en arkitektonisk drejning i Wien til mere selvbevidsthed, men stadig overenststemmelse med gængse normer. I de sidste år er gamle bygninger i stigende grad blevet kombineret med moderne arkitektur, som med revitaliseringen af Gasometer i 2001, hvilket fik interesse fra medier verden over. Den i 2002 anskaffede Diva Award viser tegn på årligt modige ejendomsprojekter, som demonstrerer byens nye selvbevidsthed.
Wien har til sammenligning med andre metropoler et statistisk ringe antal af højhuse. For tiden er der ud af 100 bygninger over 40 meter høje (Status: starten af 2006). Byforvaltningen sætter her imidlertid kvalitet frem for kvantitet, med det mål at Wiens natur og byen som verdenskulturarv beholder anerkendte historiske bebyggelseselementer. Ved planlagte højhusprojekter, som i 1950'erne skulle have været realiserede, antændtes gentagne gange hæftige diskussioner – for eksempel ved bebyggelsen af Gartenbauhochhaus, hvis udkast blev fremlagt i 1950, men først stod færdigt i 1963.

## Sub- og ungdomskultur
I Wien er der udover mainstream-kulturen også en særskilt ungdomskultur, selvom denne aldrig er kommet ud over et nichestadie.
En af de ældste centre for ungdoms- og subkultur er WUK, der er placeret, hvor det oprindelige Museum for teknologisk branche (en teknologisk læreanstalt) lå, som i de tidlige 1980'ere blev til kultur- og værkstedshus. Også i dag finder flere kunstneriske tiltag sted i bygningen.
Det mest kendte arrangement i byen for subkulturelle aktiviteter er det af autonome besatte Ernst-Kirchweger-hus (EKH). Der afholdes blandt andet workshops, arbejdsgrupper, informations- og rådgivningsbeskæftigelse, men også regelmæssige koncerter og fester med rock-, punk- eller tekno-musik afvikles. 
Volxtheaterkarawanen, som gennem diverse aktioner har sørget for offentlig opsigt omkring en begivenhed såsom arrestationer i Italien ved G8-topmødet, har også sin base i EKH. For øjeblikket er dette vigtige subkulturelle træffepunkt truet af salg.
Et andet centralt sted for ungdoms- og subkulturen i Wien er klubben Flex ved Donaukanal, som er vært for internationale genremæssigt vidtspændende koncerter og DJ-events, der befinder sig et sted mellem pop og alternativ musik, og dermed til tider huser store grupper af unge. Selvom det ligger direkte ned til kanalen og altså ikke grænser op til andre væresteder, var der ved etableringen af stedet omsiggribende protester fra politikernes side.
Stort set ubemærket af offentligheden er Wiens freetekno-scene. Kun lejlighedsvise afholder offentligt kendte klubber og diskoteker teknopartyer. De fleste arrangementer foregår i haller i byranden eller lidt uden for bygrænsen, i Niederösterreich. Festerne i venne- og tættere bekendtskabskredse bliver offentliggjort med mund-til-mund-metoden eller per telefonkæde (uformelt oprettet).

## Øvrige kultur
Mellem Michaeler- og Josefsplads ligger den Spanske Rideskole.